# 魯堅卡 (埃米利奇涅區)
50°54′6″N 27°48′1″E / 50.90167°N 27.80028°E
魯堅卡（烏克蘭語：Руденька），是烏克蘭北部的村莊，隸屬日托米爾州的茲維亞赫爾區。該村面積0.69平方公里，海拔高度197米，2001年人口570，人口密度每平方公里821.33人。